# Amblyanthopsis
Amblyanthopsis Mez  é um género botânico pertencente à família Myrsinaceae.

## Espécies
Apresenta quatro espécies:
- Amblyanthopsis bhotanica
- Amblyanthopsis crassifolia Merr.
- Amblyanthopsis membranacea
- Amblyanthopsis philippinensis